# Ото фон Хамерщайн
Ото фон Хамерщайн-Цутфен (на немски: Otto von Hammerstein; Otto I von Zutphen; * ок. 975; † вер. 5 юни 1036 или ок. 1037) от фамилята на Конрадините, е от ок. 1001 г. господар на замък Цутфен и вероятно граф на Цутфен, от 1016 г. граф във Ветерау и от 1019 г. граф в Енгерсгау.

## Произход и наследство
Той е син на пфалцграф и граф Хериберт фон Ветерау (* 925; † 992) и съпругата му Ирмтруда (Ерментруда) фон Авалгау (957 – 1020), дъщеря на граф Мегингоц фон Гелдерн и Герберга Лотарингска.
Той наследява от баща си замък Хамерщайн.

## Фамилия
Ото се жени за втората си братовчедка Ирмингард от Вердюн (* ок. 975; † 1042), дъщеря на граф Готфрид I от Вердюн († 997) и Матилда Саксонска († 1009), дъщеря на херцог Херман Билунг († 973). Те имат проблеми, заради близката им родственост, и се разделят през 1018/1027 г. Те имат две деца:
- Удо († 1034)
- Матилда фон Цутфен († 1031), омъжена ок. 1020 г. за Людолф фон Валденбург (998 – 1031), най-големият внук на император Ото II, от 1025 до 1031 г. господар на Цутфен